# Maria Konovalova
Maria Ivanova Konovalova (Russisch: Мария Ивановна Коновалова) (Angarsk, 14 augustus 1974) is een Russische atlete, die is gespecialiseerd in het veldlopen en de lange afstanden. Ook heeft ze sinds 2006 het Europees record in handen op de Ekiden. Zij nam eenmaal deel aan de Olympische Spelen en werd bij die gelegenheid vijfde op de 10.000 m.

## Loopbaan
In 2006 boekte Konovalova een aantal successen bij het veldlopen. Zo won ze een gouden medaille bij de Europese bekerwedstrijden veldlopen voor clubs en op de Russische kampioenschappen. Op 23 november 2006 liep ze in het Japanse Chiba met haar teamgenotes Lilia Sjoboechova, Inga Abitova, Olesja Syreva, Lidia Grigorjeva, Galina Bogomolova een Europees record op de Ekiden. Ze liep de laatste etappe van 7,195 km in een tijd van 22.36.
Op de wereldkampioenschappen van 2007 in Osaka finishte ze als elfde op de 5000 m in 15.09,71. Een jaar later vertegenwoordigde zij Rusland op de Olympische Spelen in Peking, waar zij op de door de Ethiopische Tirunesh Dibaba overheerste 10.000 m naar een vijfde plaats snelde in de persoonlijke recordtijd van 30.35,84.
In 2010 maakte Konovalova haar marathondebuut en werd gelijk derde bij de Chicago Marathon. Doch niet dan nadat zij op de Europese kampioenschappen in Barcelona, eerder dat jaar, nog had deelgenomen aan de 5000 m, waarop zij net buiten het erepodium als vierde was geëindigd in 15.08,84.

## Schorsing
In november 2015 werd Maria Konovalova door de Russische Atletiekfederatie voor twee jaar geschorst, omdat er onregelmatigheden in haar biologisch paspoort waren vastgesteld. Daarnaast werden al haar prestaties met terugwerkende kracht geschrapt vanaf augustus 2009. Haar schorsing loopt tot en met 26 oktober 2017.

## Titels
- Russisch kampioene 5000 m - 2009
- Russisch kampioene veldlopen - 2006

## Persoonlijke records
Baan
| Onderdeel | Prestatie | Datum            | Plaats      |
| --------- | --------- | ---------------- | ----------- |
| 1500 m    | 4.05,10   | 3 augustus 1998  | Moskou      |
| 3000 m    | 8.30,18   | 11 augustus 1999 | Zürich      |
| 5000 m    | 14.38,09  | 19 juli 2008     | Kazan       |
| 10.000 m  | 30.31,03  | 23 juli 2009     | Tsjeboksary |

Weg
| Onderdeel      | Prestatie | Datum            | Plaats      |
| -------------- | --------- | ---------------- | ----------- |
| 15 km          | 49.58     | 10 oktober 2010  | Chicago     |
| 20 km          | 1:06.56   | 10 oktober 2010  | Chicago     |
| halve marathon | 1:09.56   | 8 september 2012 | Novosibirsk |
| 25 km          | 1:24.02   | 10 oktober 2010  | Chicago     |
| 30 km          | 1:40.58   | 17 april 2011    | Londen      |
| marathon       | 2:23.50   | 10 oktober 2010  | Chicago     |

Indoor
| Onderdeel | Prestatie           | Datum            | Plaats          |
| --------- | ------------------- | ---------------- | --------------- |
| 1500 m    | 4.08,98             | 15 februari 2001 | Stockholm       |
| 2000 m    | 5.38,98 (nat. rec.) | 7 januari 2010   | Jekaterinenburg |
| 3000 m    | 8.49,52             | 9 februari 2008  | Moskou          |
| 1500 m    | 15.42,37            | 18 februari 2009 | Stockholm       |

## Palmares

### 3000 m
- 1995: 12e WK indoor - 9.51,61
- 1998:  Golden League Grand Prix finale te Moskou - 8.47,77
- 1999: 5e IAAF Grand Prix finale te München - 8.47,04
- 2008:  Irkutsk Memorial - 8.44,46

### 5000 m
- 1995: 6e WK - 15.01,23
- 1999: 7e WK - 14.58,60
- 2007:  Russische kamp. - 15.02,96
- 2007: 11e WK - 15.09,71
- 2008:  Russische kamp. - 14.38,09
- 2009:  Oregon Twilight in Eugene - 16.02,79
- 2009:  Russische kamp. - 14.42,06

### 10.000 m
- 2008:  Russische kamp. - 30.59,35
- 2008: 5e OS - 30.35,84
- 2009:  Russische kamp. - 30.31,03
- 2009: 11e WK - 31.26,94
- 2010: 4e EK - 15.08,84

### halve marathon
- 2008: 4e Great North Run - 1:10.48

### marathon
- 2010: DSQ Chicago Marathon - (was  in 2:23.50)
- 2010: DSQ marathon van Londen - (was 14e in 2:35.21)
- 2011: DSQ marathon van Londen - (was 9e in 2:25.18)
- 2012: DSQ Chicago Marathon - (was 6e in 2:25.38)
- 2013: DSQ Chicago Marathon - (was  in 2:22.46)
- 2014: DSQ marathon van Nagoya - (was  in 2:23.43)
- 2015: DSQ marathon van Nagoya - (was  in 2:22.27)

### veldlopen
- 2001: 68e WK (korte afstand) te Oostende - 16.40
- 2003: 42e WK (korte afstand) te Lausanne - 13.46
- 2006:  Russische kamp. in Orenburg - 19.31
- 2006:  EK (8030 m) te San Giorgio - 25.18
- 2007: 4e EK in Toro - 27.07